# 1 Syberyjska Dywizja Strzelecka
1 Syberyjska Dywizja Strzelców (ros. 1-я Сибирская стрелковая дивизия) – wielka jednostka piechoty Armii Imperium Rosyjskiego z siedzibą w Ussuryjsku.
Dywizja sformowana została w 1880, w składzie dwóch brygad po dwa pułki strzelców oraz brygadę artylerii.

## Struktura organizacyjna
Organizacja w 1914
- Dowództwo 1 Syberyjskiej Dywizji Strzelców (Ussuryjsk)
- 1 Brygada Strzelców (Ussuryjsk)
  - 1 Syberyjski pułk strzelców
  - 2 Syberyjski pułk strzelców
- 2 Brygada Strzelców (Shkotovo)
  - 3 Syberyjski pułk strzelców
  - 4 Syberyjski pułk strzelców
- 1 Brygada Artylerii (Ussuryjsk)

Dywizja od 1900 należała do 1 Syberyjskiego Korpusu Armijnego.

## Dowódcy dywizji
- 16.12.1902-23.05.1905 – generał major Gerngross Alexander
- 17.06.1905-08.02.1914 – generał major Sidorin Leoncjusz
- 05.03.1914-11.08.1914 – generał porucznik Markov Sergiej
- 05.09.1915-11.1917 – gen. Podgursky Fiodor